# Oros Parnitha
Oros Parnitha este o arie protejată (arie specială de conservare — SAC, sit de importanță comunitară — SCI, arie de protecție specială avifaunistică — SPA) din Grecia întinsă pe o suprafață de 14.921,81 ha, integral pe uscat.

## Localizare
Centrul sitului Oros Parnitha este situat la coordonatele 38°10′09″N 23°43′07″E / 38.169044°N 23.718477°E.

## Înființare
Situl Oros Parnitha a fost declarat arie de protecție specială avifaunistică în octombrie 1987 pentru a proteja 19 specii de animale. Alte tipuri de protecție:
- sit de importanță comunitară (în august 1996)
- arie specială de conservare (în martie 2011)[2][4][5]

## Biodiversitate
Situată în ecoregiunea mediteraneană, aria protejată conține 6 habitate naturale: Matorral arborescenți cu Juniperus spp., Pante stâncoase calcaroase cu vegetație casmofită, Peșteri inaccesibile publicului, Păduri de Platanus orientalis și Liquidambar orientalis (Platanion orientalis), Păduri de Olea și Ceratonia, Păduri de pin mediteraneene cu pini mezogeni endemici.
La baza desemnării sitului se află mai multe specii protejate:
- păsări (14): buha (Bubo bubo), șorecarul comun (Buteo buteo), caprimulg (Caprimulgus europaeus), șerpar (Circaetus gallicus), Emberiza caesia, măcăleandru (Erithacus rubecula), șoim călător (Falco peregrinus), rândunică (Hirundo rustica), sfrâncioc roșiatic (Lanius collurio), ciocârlie de pădure (Lullula arborea), codobatură de munte (Motacilla cinerea), muscar sur (Muscicapa striata), silvie de câmp (Sylvia communis), Sylvia ruppeli
- mamifere (1): capra sălbatică (Capra aegagrus)
- reptile (4): șarpele cu patru dungi (Elaphe quatuorlineata), țestoasă bănățeană (Testudo hermanni), Testudo marginata, elaphe situla (Zamenis situla)

Pe lângă speciile protejate, pe teritoriul sitului au mai fost identificate 25 de specii de plante, 3 specii de păsări, 3 specii de amfibieni, 16 specii de mamifere, 10 specii de reptile.